# Municipio de Black River (condado de Reynolds)
El municipio de Black River (en inglés: Black River Township) es un municipio ubicado en el condado de Reynolds en el estado estadounidense de Misuri. En el año 2010 tenía una población de 594 habitantes y una densidad poblacional de 2,57 personas por km².

## Geografía
El municipio de Black River se encuentra ubicado en las coordenadas 37°33′18″N 90°58′18″O / 37.55500, -90.97167. Según la Oficina del Censo de los Estados Unidos, el municipio tiene una superficie total de 231.05 km², de la cual 229,61 km² corresponden a tierra firme y (0,63 %) 1,45 km² es agua.

## Demografía
Según el censo de 2010, había 594 personas residiendo en el municipio de Black River. La densidad de población era de 2,57 hab./km². De los 594 habitantes, el municipio de Black River estaba compuesto por el 94,11 % blancos, el 2,86 % eran afroamericanos, el 0,84 % eran amerindios y el 2,19 % eran de una mezcla de razas. Del total de la población el 0 % eran hispanos o latinos de cualquier raza.